# Puedo prometer y prometo

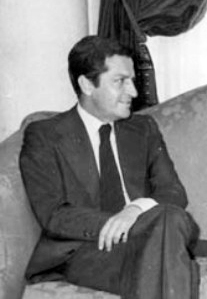
Imagen de Adolfo Suárez en 1979.

«Puedo prometer y prometo» es una famosa anáfora usada por el entonces candidato a la presidencia del Gobierno de España, Adolfo Suárez, durante su discurso electoral del 13 de junio de 1977 en Televisión Española, en la antevíspera de las elecciones generales de 1977.
La fórmula, que fue inicialmente objeto de burla por parte de ciertos humoristas, se reveló, sin embargo, como un definitivo espaldarazo para la elección de Suárez y trascendió como uno de los símbolos de la transición española, siendo utilizada posteriormente en el lenguaje popular tanto con fines políticos como periodísticos.

## Trasfondo histórico
Francisco Franco murió el 20 de noviembre de 1975. Dos días más tarde, Juan Carlos I fue proclamado rey de España en el Palacio de la Carrera de San Jerónimo de acuerdo con lo previsto en la Ley de Sucesión en la Jefatura del Estado. El primer gobierno bajo el reinado de Juan Carlos I fue presidido por Carlos Arias Navarro y fracasó en el intento de transformar España en una democracia, viéndose superado por las numerosas manifestaciones en su contra. Así, en julio de 1976, Adolfo Suárez fue nombrado presidente del Gobierno por el Rey. Si bien en un principio Suárez no contó con la confianza de la opinión pública y de la oposición, finalmente consiguió aunar a todas las fuerzas democráticas para desarrollar un proceso de reforma que permitió convertir al Estado franquista en una democracia occidental.
Con este objetivo se promulgó la Ley para la Reforma Política, la última de las Leyes Fundamentales del Reino, que había salido adelante a través de las concesiones hechas por el Gobierno de Suárez y de la ayuda de Torcuato Fernández Miranda en calidad de presidente de las Cortes, y que fue definitivamente aprobada en el referéndum sobre la Ley para la Reforma Política, en el que, con una participación del 77,7 %, el proyecto recibió el visto bueno del 94,1 %.
En coherencia con la misma, el Gobierno convocó, de acuerdo con lo dispuesto en el Real Decreto-Ley 20/1977, de 18 de marzo, elecciones por sufragio universal para unas nuevas Cortes bicamerales, que se celebrarían el 15 de junio de 1977. A su vez, se apresuró en asegurar que dichas elecciones fueran plenamente democráticas y que contaran con la presencia de la izquierda a través de medidas como la legalización del Partido Comunista de España, la disolución del Movimiento Nacional o la ampliación de la amnistía.

## Discurso
Esta fórmula, ideada por Fernando Ónega, formó parte del discurso de Adolfo Suárez, en calidad de candidato de la Unión de Centro Democrático, que se enmarcaba dentro de los espacios electorales gratuitos de los que dispusieron los partidos políticos para dirigirse a los ciudadanos en el cierre de la campaña electoral, el 13 de junio de 1977. Dicho discurso, emitido por RTVE y grabado por el realizador Gustavo Pérez Puig, fue el que cerró la ronda de mensajes electorales y vino introducido por una melodía cuya letra decía: Vota centro, vota Suárez, vota libertad. La vía segura a la democracia. Posteriormente aparecía Adolfo Suárez en pantalla, pronunciando dicho discurso, dentro del cual se puede distinguir una primera parte en el que se refiere a las promesas cumplidas:

Creo modestamente que en esta nueva hora de España y al pedirles su voto no traigo mis papeles en blanco, ni soy una incógnita. Prometimos devolverle la soberanía al pueblo español, y mañana la ejerce. Prometimos normalizar nuestra vida política, gestionar la Transición en paz, construir la democracia desde la legalidad, y creemos que con las lógicas deficiencias lo hemos conseguido. Prometimos que todas las familias políticas pudieran tener un lugar en las Cortes, y el miércoles pueden lograrlo.

Así, una vez Suárez se hubo referido a las promesas ya cumplidas fue cuando utilizó la fórmula del «puedo prometer y prometo» para dotar de fuerza a su discurso:

Pero si ustedes nos dan su voto,

Puedo prometer y prometo que nuestros actos de gobierno constituirán un conjunto escalonado de medidas racionales y objetivas para la progresiva solución de nuestros problemas.

Puedo prometer y prometo intentar elaborar una Constitución en colaboración con todos los grupos representados en las Cortes, cualquiera que sea su número de escaños.

Puedo prometer y prometo, porque después de las elecciones ya existirán los instrumentos necesarios, dedicar todos los esfuerzos a lograr un entendimiento social que permita fijar las nuevas líneas básicas que ha de seguir la economía española en los próximos años.

Puedo prometer y prometo que los hombres de Unión de Centro Democrático promoverán una reforma fiscal que garantice, de una vez por todas, que pague más quien más tiene.

Puedo prometer y prometo un marco legal para institucionalizar cada región según sus propias características.

Puedo prometer y prometo que trabajaremos con honestidad, con limpieza y de tal forma que todos ustedes puedan controlar las acciones de gobierno.

Puedo, en fin, prometer y prometo que el logro de una España para todos no se pondrá en peligro por las ambiciones de algunos y los privilegios de unos cuantos.

## Repercusión y legado

Símbolo de la Unión de Centro Democrático.

La inclusión en el discurso final de la campaña electoral del «puedo prometer y prometo» ha sido considerada "a posteriori" como un factor clave en la victoria de la Unión de Centro Democrático, frente a un triunfo del Partido Socialista Obrero Español que se daba como posible. Así, se apunta como causa de la materialización de dicha victoria el hecho de que Suárez consiguiera a través de esta fórmula que la UCD se identificara con su propia persona (de ahí que el verbo de la fórmula venga conjugado en primera persona). Con este mensaje se consiguió que el inestable conglomerado que formaba la UCD (como de hecho se demostró unos años después con la dimisión de Suárez en 1981 y el posterior hundimiento del partido en las elecciones generales de 1982) se uniera en torno a la persona de Adolfo Suárez, siendo su palabra la que se entendía depositaria de la confianza de los ciudadanos.
El empleo de este lema también fue interpretado como un signo de astucia política, puesto que de este modo Suárez ya comunicaba de antemano que nunca iría más allá de lo posible. A su vez, también conectaba dos ideas: la capacidad de llevar a cabo (puedo prometer) y el compromiso de ponerla en práctica (prometo). No obstante, la fórmula utilizada por Adolfo Suárez también fue objeto de sátira por parte de los humoristas de la época.
En definitiva, dos días después del citado discurso, la Unión de Centro Democrático ganó las elecciones generales de 1977, que dieron lugar a las Cortes constituyentes que redactaron la Constitución de 1978. Más tarde, el 1 de marzo de 1979, Adolfo Suárez ganaría unas segundas elecciones generales.[cita requerida]